# Hurst Green (Lancashire)
Hurst Green – wieś w Anglii, w hrabstwie Lancashire, w dystrykcie Ribble Valley. Leży 45 km na północ od miasta Manchester i 304 km na północny zachód od Londynu.